# Степная дума
Степна́я ду́ма — историческая административно-хозяйственная единица в Российской империи в 1822—1903 годах.
Степная дума, как административный орган самоуправления инородцев (не славянского населения) учреждена реформой Сибирского управления на основе «Устава об управлении инородцев» 1822 года, составленного М. М. Сперанским. Функционировала как высший орган ограниченного самоуправления некоторых народов Сибири, ведших кочевой или полукочевой образ жизни (у кочевых тунгусов, бурят, хакасов, якутов, эвенков и так далее) — то есть, согласно терминологии Устава, у «бродячих и кочевых инородцев». Вся администрация степных дум состояла, как правило, из представителей местного населения. Функции степных дум были чисто хозяйственные: на них лежала раскладка сборов между жителями страны (края, области), заведование общественным имуществом народа, попечение о народном продовольствии, о развитии промыслов, животноводства и земледелия.

## История
Дума степная объединяла несколько административных родов, или же несколько родовых управ (иначе называемых инородческими управами), которые в свою очередь объединяли отдельные роды. Администрация думы состояла из главного родоначальника (тайши и тому подобное), голов и избранных заседателей. Старосты, выборные заседатели и головы могли быть наследственными или выборными. Они утверждались в своих должностях губернатором, а главный родоначальник утверждался генерал-губернатором.
Обязанности степной думы состояли в учёте численности населения, в распределении сборов, в учёте общественных средств и имуществ, в распространении земледелия и промышленности среди инородцев, в защите интересов сородичей перед высшим начальством.
Родовые управления и инородческие управы ведали местным благоустройством, а также распределением и сбором податей.
Со временем степные думы приобрели некоторые судебные функции. Жалобы на решения инородческих управ направлялись местной полиции, а жалобы на полицию — окружному суду.
Если в ведении степной думы состояли крещеные инородцы, от них в администрацию степной думы назначались особые выборные.

В конце 1890-х — начале 1900-х годов в результате волостной реформы степные думы были расформированы под предлогом борьбы с «местными богатеями», согласно БСЭ — в рамках борьбы с усилившимся в степных думах влиянием местной феодальной знати. Николай II, отвечая на прошение бурятских ходоков о сохранении степных дум, отметил, что реформа закрепляет 
оседлый строй жизни бурят взамен кочевого, ставшего несовместимым с экономическими интересами прочего населения Сибири…

## Список степных дум
Ниже представлен перечень степных дум России:
- Абаканская степная дума (хакасы)
- Агинская степная дума (буряты)
- Аларская степная дума (буряты)
- Аскизская степная дума (Аскыская степная дума[4]) (хакасы)
- Ачинская степная дума[5]
- Балаганская степная дума (буряты)
- Баргузинская степная дума (буряты)
- Верхоленская степная дума (буряты)
- Идинская степная дума[6] (буряты)
- Качинская степная дума (хакасы-качинцы)
- Койбальская степная дума[7] (хакасы-койбалы)
- Кударинская степная дума[8] (буряты)
- Кудинская степная дума (буряты)
- Кызыльская степная дума (хакасы-кызыльцы)
- Ольхонская степная дума[9] (буряты)
- Селенгинская степная дума[10] (буряты)
- Тункинская степная дума (буряты)
- Урульгинская степная дума (эвенки: хамниганы и другие)
- Хоринская степная дума[11] (буряты)
- Якутская степная дума, с 1827 года по 1838 год[12], (якуты)